# As Horas Nuas
As Horas Nuas é um livro de Lygia Fagundes Telles publicado em 1989. O romance ficcional é uma narrativa moderna que focaliza atitude e postura do homem comum. O enredo gira em torno de uma atriz decadente que se prepara para voltar aos palcos faz um amargo balanço de sua vida amorosa e de suas derrotas pessoais, ao mesmo tempo que lança luz aos dramas de seus homens, de sua filha e de sua jovem analista.

## Enredo
Rosa Ambrósio, uma atriz de teatro decadente, passa em revista, entre generosas doses de uísque, os amores de sua vida. O primo Miguel, sua paixão adolescente, morreu de overdose por volta dos vinte anos. Gregório, seu marido, virou um homem taciturno depois que foi torturado pela ditadura militar. Diogo, seu amante e último companheiro, trocou-a por moças mais jovens.

## Análise
A obra apresenta um enredo fragmentado, retratando ações, comportamentos e costumes dos indivíduos e da sociedade na qual ele está inserido. A autora da ênfase ao comportamento das personagens em interação com a sociedade, retratando de forma subjetiva dilemas e contradições da alma humana, que se move entre valores, apelos do mundo social materialista e massificante. Assim ela vai projetando a realidade e enfatizando o seu reflexo na vida do indivíduo.
No romance em estudo, o narrador busca adequar a linguagem ao vai e vem das ações avançando e retrocedendo, confirmando a vitalidade do tempo. Assim o leitor vai sendo introduzido na trama, conhecendo e penetrando de forma sutil na complexidade, que e calcada nos conflitos existenciais das personagens e que se reflete nos problemas atuais da sociedade. O romance apresenta uma linguagem plurissignificativa fincada nos constantes uso de estrangeirismos "Hasta siempre", "illustration". "Formes et couleurs", nas figuras de linguagem:
Metáforas, “fecho meus olhos e vejo minha filha boiando no rio do supérfluo”; Personificação presente na figura do gato; Eufemismo “idade da madureza”; E na intertextualidade que aparece no saudosismo da infância de Rosa, onde esta lembra do clássico “João e Maria”, nas cirandas “O cravo e a rosa”, nas lembranças da “antiga Praça da República transformada pelo crescimento desordenado da cidade”, em trechos retirados dos mandamentos bíblicos “não julgueis e não sereis julgados” e na literatura de ficção policial "É elementar meu caro wattson".